# Peter Dobson
Peter Dobson (Red Bank, 19 luglio 1964) è un attore statunitense.

## Filmografia

### Cinema
- Modern Girls, regia di Jerry Kramer (1986)
- Rem 1 Experiment (I.F.O. (Identified Flying Object)), regia di Ulli Lommel (1987)
- Plain clothes - un poliziotto in incognito (Plain Clothes), regia di Martha Coolidge (1988)
- Sing - Il sogno di Brooklyn (Sing), regia di Richard Baskin (1989)
- Ultima fermata Brooklyn (Last Exit to Brooklyn), regia di Uli Edel (1989)
- I dannati di Hollywood (Where the Day Takes You), regia di Marc Rocco (1991)
- Bella, bionda... e dice sempre sì (The Marrying Man), regia di Jerry Rees (1991)
- Undertow, regia di Thomas F. Mazziotti (1991)
- Alter ego (Doppelganger), regia di Avi Nesher (1993)
- The Waiter, regia di Doug Ellin - cortometraggio (1993)
- Forrest Gump, regia di Robert Zemeckis (1994)
- Lolita - I peccati di Hollywood (Quiet Days in Hollywood), regia di Josef Rusnak (1995)
- Toughguy, regia di James Merendino (1995)
- Sospesi nel tempo (The Frighteners), regia di Peter Jackson (1996)
- The Big Squeeze, regia di Marcus DeLeon (1996)
- The Good Life, regia di Alan Mehrez (1997)
- Lone Greasers, regia di Torus Tammer - cortometraggio (1998)
- Testimone pericoloso (Nowhere Land), regia di Rupert Hitzig (1998)
- Choose Life, regia di Gregory Alosio - cortometraggio (1999)
- A casa da sola (A Table for One), regia di Ron Senkowski (1999)
- Chi ha ucciso la signora Dearly? (Drowning Mona), regia di Nick Gomez (2000)
- Zigs, regia di Mars Callahan (2001)
- Snowbound, regia di Ruben Preuss (2001)
- Poolhall Junkies, regia di Mars Callahan (2002)
- Pledge of Allegiance, regia di Lee Madsen (2003)
- Obiettivo sopravvivere (Betrayal), regia di Mark L. Lester (2003)
- Dry Cycle, regia di Isaac H. Eaton (2003)
- Betrunner, regia di Vincent Spano - cortometraggio (2004)
- Freezerburn, regia di Melissa Balin (2005)
- A-List, regia di Shira-Lee Shalit (2006)
- Lakeshore Drive, regia di Michael Grais - cortometraggio (2006)
- Made in Brooklyn, regia di Gregory Alosio, Sharon Angela, Jeff Mazzola, Luca Palanca e Joe Tabb (2007)
- Protecting the King, regia di D. Edward Stanley (2007)
- Remembering Phil, regia di Brian J. Smith (2008)
- 2:22 - La rapina ha inizio (2:22), regia di Phillip Guzman (2008)
- Exit 102, regia di Peter Dobson - cortometraggio (2010)
- A Dark Day's Night, regia di Jameson Hesse (2012)
- American Idiots, regia di Robert Taleghany (2013)
- Elwood, regia di Louis Mandylor - cortometraggio (2014)
- Dirty Dead Con Men, regia di Marie-Grete Heinemann (2018)

### Televisione
- Il motel della paura (Bates Motel) – film TV (1987)
- Miami Vice – serie TV, episodio 5x14 (1989)
- Sei solo, agente Vincent (L.A. Takedown) – film TV (1989)
- Il saluto del serpente (So Proudly We Hail) – film TV (1990)
- Lenny – serie TV, 16 episodi (1990-1991)
- Chiaro scuro (What She Doesn't Know) – film TV (1992)
- Killer Rules – film TV (1993)
- Johnny Bago – serie TV, 8 episodi (1993)
- Ma che ti passa per la testa? (Herman's Head) – serie TV, episodio 3x11 (1993)
- Le avventure di Brisco County (The Adventures of Brisco County Jr.) – serie TV, episodio 1x23 (1994)
- I racconti della cripta (Tales from the Crypt) – serie TV, episodio 6x04 (1994)
- Cinque in famiglia (Party of Five) – serie TV, episodi 1x11-1x12-1x13 (1994)
- Fallen Angels – serie TV, episodio 2x08 (1995)
- Can't Hurry Love – serie TV, episodi 1x01-1x09-1x10 (1995-1996)
- Norma Jean e Marilyn (Norma Jean & Marilyn) – film TV (1996)
- All Lies End in Murder – film TV (1997)
- Riot – film TV (1997)
- Head Over Heels – serie TV, 7 episodi (1997)
- Lansky – film TV (1999)
- F.B.I. Protezione famiglia (Cover Me: Based on the True Life of an FBI Family) – serie TV, 24 episodi (2000-2001)
- Night of the Wolf – film TV (2002)
- CSI - Scena del crimine (CSI: Crime Scene Investigation) – serie TV, episodio 3x19 (2003)
- CSI: Miami – serie TV, episodio 2x20 (2004)
- CSI: NY – serie TV, episodio 2x01 (2005)
- Poseidon - Il pericolo è già a bordo (The Poseidon Adventure) – film TV (2005)
- Un battito d'amore (A Stranger's Heart) – film TV (2007)
- Big Love – serie TV, episodio 2x10 (2007)
- Cold Case - Delitti irrisolti (Cold Case) – serie TV, episodio 6x06 (2008)
- La tata dei desideri (The Nanny Express) – film TV (2008)
- The Defenders – serie TV, episodio 1x06 (2010)
- Hawaii Five-0 – serie TV, episodio 5x21 (2015)
- Dice – serie TV, episodio 1x01 (2016)
- The Ranch – serie TV, un episodio (2019)

## Doppiatori italiani
Nelle versioni in italiano delle opere in cui ha recitato, Peter Dobson è stato doppiato da:
- Oreste Baldini in Sei solo, agente Vincent
- Francesco Venditti ne I dannati di Hollywood
- Mauro Gravina in Bella, bionda... e dice sempre sì
- Daniele Barcaroli in Lolita - I peccati di Hollywood
- Simone Mori in Sospesi nel tempo
- Fabio Boccanera in Norma Jean & Marilyn
- Fabrizio Temperini in F.B.I. Protezione famiglia
- Franco Mannella in Chi ha ucciso la signora Dearly?
- Saverio Indrio in CSI: NY
- Gaetano Varcasia in Cold Case - Delitti irrisolti
- Gianluca Machelli in Dice
- Jacopo Lo Conte in The Ranch